# Huacaybamba (província)
Huacaybamba é uma província do Peru localizada na região de Huánuco. Sua capital é a cidade de Huacaybamba.

## Distritos da província
- Canchabamba
- Cochabamba
- Huacaybamba
- Pinra